# Оупескваєк 21C
Оупескваєк 21C (англ. Opaskwayak Cree Nation 21C) — індіанська резервація в Канаді, у провінції Манітоба, у межах невключеної частини переписної області №21.

## Населення
За даними перепису 2016 року, індіанська резервація нараховувала 18 осіб, показавши скорочення на 10,0%, порівняно з 2011-м роком. Середня густина населення становила 14,7 осіб/км².

## Клімат
Середня річна температура становить 0°C, середня максимальна – 21,5°C, а середня мінімальна – -27,9°C. Середня річна кількість опадів – 436 мм.
| Клімат поселення                              | Клімат поселення | Клімат поселення | Клімат поселення | Клімат поселення | Клімат поселення | Клімат поселення | Клімат поселення | Клімат поселення | Клімат поселення | Клімат поселення | Клімат поселення | Клімат поселення | Клімат поселення |
| Показник                                      | Січ.             | Лют.             | Бер.             | Квіт.            | Трав.            | Черв.            | Лип.             | Серп.            | Вер.             | Жовт.            | Лист.            | Груд.            |                  |
| Середній максимум, °C                         | −15,07           | −10,44           | −3,14            | 7,55             | 15,69            | 21,54            | 21,35            | 20,30            | 14,11            | 7,13             | −3,71            | −13,58           |                  |
| Середня температура, °C                       | −21,5            | −16,87           | −9,56            | 1,10             | 9,25             | 15,11            | 17,54            | 16,50            | 10,31            | 3,30             | −7,5             | −17,38           |                  |
| Середній мінімум, °C                          | −27,94           | −23,3            | −16,01           | −5,32            | 2,80             | 8,70             | 13,74            | 12,70            | 6,50             | −0,46            | −11,31           | −21,18           |                  |
| Норма опадів, мм                              | 15               | 13               | 17               | 27               | 38               | 72               | 67               | 61               | 52               | 37               | 19               | 18               |                  |
| Середньомісячна швидкість вітру, м/с          | 3.24             | 3.30             | 3.36             | 3.60             | 3.60             | 3.50             | 3.30             | 3.30             | 3.60             | 3.70             | 3.50             | 3.30             |                  |
| Середньомісячна сонячна радіація, кДж/м²·день | 3221             | 6518             | 12333            | 17432            | 20750            | 21595            | 21059            | 17421            | 11445            | 6495             | 3311             | 2336             |                  |
| --------------------------------------------- | ---------------- | ---------------- | ---------------- | ---------------- | ---------------- | ---------------- | ---------------- | ---------------- | ---------------- | ---------------- | ---------------- | ---------------- | ---------------- |
| Джерело:                                      |                  |                  |                  |                  |                  |                  |                  |                  |                  |                  |                  |                  |                  |